# Jules-César Savigny
Marie Jules César Lelorgne de Savigny (fr; 5 de abril de 1777 – 5 de outubro de 1851) foi um zoologista e naturalista francês que serviu na expedição ao Egito do imperador Napoleão em 1798. Publicou descrições de numerosos táxons e foi um dos primeiros a propor que as peças bucais dos insetos se derivam das patas articuladas de artrópodes segmentados.

## Vida e trabalho
Savigny nasceu em Provins filho de Jean-Jacques Lelorgne de Savigny e Françoise Josèphe de Barbaud. Foi educado no Collège des Oratoriens em línguas clássicas, com vistas a se tornar padre, mas aprendeu um pouco de botânica e o uso do microscópio. Em seguida, estudou com um boticário local, quando passou em um exame para estudar em Paris na École de Santé (escola de saúde) em 1793. Também frequentou palestras no Muséum d'Histoire Naturelle, onde foi notado por Lamarck. Georges Cuvier sugeriu que ele participasse de uma expedição. Em 1798, viajou para Egito sob o patrocínio do imperador Napoleon, como parte da expedição científica francesa àquele país, retornando em 1802. Posteriormente, ele contribuiu para a publicação dos achados da expedição a partir de 1809 (Description de l'Égypte; publicada mais completamente em 1822). Ele escreveu sobre a fauna do Mar Mediterrâneo e do Mar Vermelho.

### Educação e viagem ao Egito
Aos 16 anos, Savigny viajou de sua terra natal, Provins, no departamento de Sena e Marne, para Paris a fim de concluir seus estudos. Muito interessado em botânica, ele assistiu a palestras no Muséum national d'histoire naturelle com Lamarck e Cuvier. Cuvier sugeriu a Napoleon que o jovem de 21 anos, Savigny, o acompanhasse como zoólogo no Egito. Savigny ficou responsável pelo estudo dos invertebrados, enquanto Étienne Geoffroy Saint-Hilaire cuidava dos vertebrados. Depois de retornar a Paris, em 1802, Savigny passou a trabalhar nas grandes coleções vindas do Egito, produzindo diversos manuscritos e pranchas. Em 1805, publicou Histoire naturelle et mythologique de l'ibis (História natural e mitológica do ibis).
Como botânico, descreveu o gênero Bruguiera (Savigny in Lam. 1798) e diversas plantas, incluindo algas.

### Anos posteriores

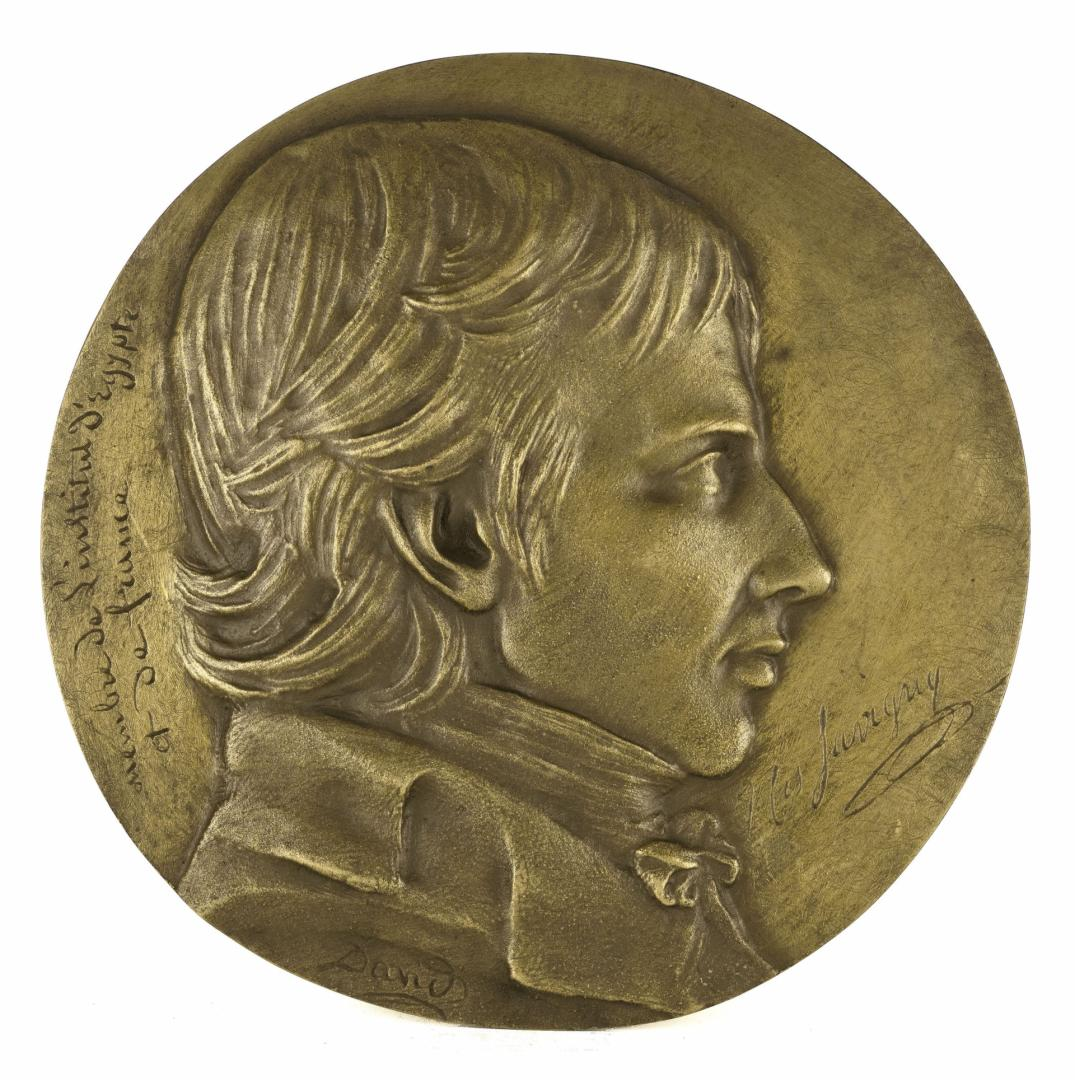
Medalhão comemorativo por David d'Angers

Por volta de 1817, a visão de Savigny havia se deteriorado, e ele sofria de um distúrbio nervoso, tendo de interromper seu trabalho por vários anos. Entre 1816 e 1820, publicou o importante Mémoires sur les animaux sans vertèbres. Ele havia estudado flores e suas partes como botânico e aplicou a mesma abordagem aos detalhes dos insetos. Comparou as peças bucais de lepidópteros, crustáceos, artrópodes (como o caranguejo-ferradura) e desenvolveu a teoria (Théorie de la bouche) segundo a qual havia homologias entre eles. Em 1816, sugeriu a existência de um plano comum. Essa ideia influenciou outros, incluindo Geoffroy Saint-Hilaire. Depois de retornar ao trabalho em 1822, sua visão continuou a piorar e, em 1824, ficou praticamente cego, com terríveis “alucinações ópticas”. Victor Audouin ofereceu-se para concluir o trabalho de Savigny, mas ele se recusou a entregar a arte original. Savigny foi eleito membro da Academia de Ciências em 30 de julho de 1821. De 1824 até sua morte, viveu recluso em Versalhes.

## Epônimo
Táxons nomeados em homenagem a Savigny incluem:

### Gêneros
- Savignya (família Brassicaceae) DC.[6]
- Savignyella DC.
- Savignia Blackwall, 1833[7]

### Espécies
- Acanthodactylus savignyi Audouin, 1809[8]
- Anachis savignyi Moazzo, 1939
- Ciona savignyi Herdman, 1882
- Diadema savignyi (Audouin, 1809)
- Embia savignyi Westwood, 1837
- Goniopora savignyi (Dana, 1846)
- Hyla savignyi Audouin, 1827
- Leptochelia savignyi (Krøyer, 1842)
- Loimia savignyi M'Intosh, 1885
- Microcosmus savignyi Monniot, 1962
- Ophiactis savignyi J. Müller & Troschel
- Planaxis savignyi Deshayes, 1844
- Pusia savignyi (Payraudeau, 1826)
- Sepia savignyi H. de Blainville, 1827
- Siderastrea savignyana H. Milne Edwards & Haime, 1850
- Dynamenella savignii H. Milne Edwards, 1840
- Thais savignyi (Deshayes, 1844)
- Trapelus savignii A.M.C. Duméril & Bibron, 1837[8]
- Trididemnum savignii (Herdman, 1886)

### Sinônimos e nomes rejeitados
- Savignya Desor, 1855
- Vexillum savignyi (Payraudeau, 1826)Referências

1. ↑  Gillispie, Charles Coulston (1989). «Scientific Aspects of the French Egyptian Expedition 1798-1801». Proceedings of the American Philosophical Society. 133 (4): 447–474. ISSN 0003-049X. JSTOR 986871
2. ↑  Most widely held works by Jules-César Savigny WorldCat Identities
3. ↑  Bruguiera Savigny in Lamarck, 1798 GBIF
4. ↑  Silva, P.C.; Lipkin, Yaacov (2003). «Marine algae published by Savigny in the zoological portion of "Description de l'Égypte"» (PDF). Cryptogamie, Algologie. 24 (4): 371–386
5. ↑  Pallary, Paul (1931). «Marie Jules-César Savigny: sa Vie et son Oeuvre: la Vie de Savigny». Mémoires, Institut d'Égypte. 17: 1–111
6. ↑  «Savignya DC. | Plants of the World Online | Kew Science». Plants of the World Online (em inglês). Consultado em 20 May 2021 Verifique data em: |acessodata= (ajuda)
7. ↑  Blackwall, J. (1833). «Characters of some undescribed genera and species of Araneidae». London and Edinburgh Philosophical Magazine and Journal of Science (. 3 (3): 104–112
8. 1 2  Beolens, Bo; Watkins, Michael; Grayson, Michael (2011). The Eponym Dictionary of Reptiles. [S.l.]: Baltimore: Johns Hopkins University Press. pp. 233–234. ISBN 978-1-4214-0135-5